# Goeppertia rufibarba
Goeppertia rufibarba (Fenzl) Borchs. & S.Suárez, 2012 è una pianta della famiglia Marantaceae endemica del Brasile.
L'epiteto specifico, che significa "dalla barba rossa", deriva dalla peluria rossastra, caratteristica, della parte inferiore delle foglie.

## Usi
Comune come pianta da appartamento. Predilige temperature tiepide, ombra e umidità